# Black Duck Cove (Newfoundland)
Black Duck Cove is een plaats en local service district in de Canadese provincie Newfoundland en Labrador. De plaats bevindt zich in het noorden van het eiland Newfoundland.

## Geschiedenis
In 1987 kreeg Black Duck Cove voor het eerst beperkt lokaal bestuur doordat de plaats een local service district werd.

## Geografie
Black Duck Cove ligt aan de noordwestkust van het Great Northern Peninsula, het meest noordelijke gedeelte van Newfoundland. De plaats is in het oosten vergroeid met het local service district Pigeon Cove-St. Barbe en is in zuidwesten gedeeltelijk vergroeid met Forresters Point. Black Duck Cove ligt aan het gelijknamige inhammetje van de Straat van Belle Isle.

## Demografische ontwikkeling
| Demografische ontwikkeling van Black Duck Cove tussen 1991 en 2021 |
| ------------------------------------------------------------------ |
|                                                                    |
| Bron: Statistics Canada (1991–1996, 2001–2006, 2011–2016, 2021)    |